# Bulgariya
Bulgaria (tiếng Nga: Булгария, chuyển tự: Bulgariya) là tàu chạy trên sông Liên Xô/Nga lớp 785/OL800 (ở Slovakia) hoạt động ở lưu vực sông Đông. Ngày 10 tháng 7 năm 2011, Bulgaria chìm ở Kuybyshev Reservoir của sông Volga gần Syukeyevo, Kamsko-Ustyinsky District, Tatarstan, Nga, với 208 hành khách và thủy thủ đoàn trên boong tàu khi đang chạy từ thị xã Bolgar đến thủ phủ khu vực, Kazan. Vụ chìm tàu dẫn đến ít nhất 116 người được xác nhận đã thiệt mạng.
Địa điểm tàu bị nạn thuộc Cộng hòa Tatarstan thuộc Nga. Con tàu không chỉ chở quá số người quy định, chở gần 200 so với 140, mà còn gặp trục trặc ở động cơ chính bên trái ngay trước khi bắt đầu hành trình. Tại địa điểm con tàu này bị chìm, một thuyền khác cũng gặp nạn tại đây hồi năm 2007 trong một cơn bão.
Du thuyền Bulgaria được đóng vào năm 1955 tại Tiệp Khắc cũ và là một trong số 36 chiếc cùng loại được chuyển tới Liên Xô cũ, rồi được sử dụng từ đó cho đến khi bị nạn.